# Landolphia
Landolphia is een geslacht uit de maagdenpalmfamilie (Apocynaceae). De soorten komen voor in tropisch en zuidelijk Afrika en op Madagaskar. De planten hebben de vorm van lianen (klimplanten) die rond bomen kronkelen.

## Kenmerken
Er zijn ongeveer vijftig soorten Landolphia op het vasteland van Afrika en ongeveer 14 soorten op Madagaskar. Het zijn typische bosplanten die voorkomen in tropisch West- en Midden-Afrika. Het zijn planten met glanzende, in paren tegenover elkaar staande bladeren en bloemen die op jasmijn lijken.
Veel soorten scheiden de stof latex af wanneer de bast wordt beschadigd. Deze klimplanten worden traditioneel gebruikt om rubber te oogsten, hoewel deze functie als rubberproducent geleidelijk werd overgenomen door het telen in plantages van de uit Zuid-Amerika afkomstige Braziliaanse rubberboom (Hevea brasiliensis).

## "Rubberlianen"

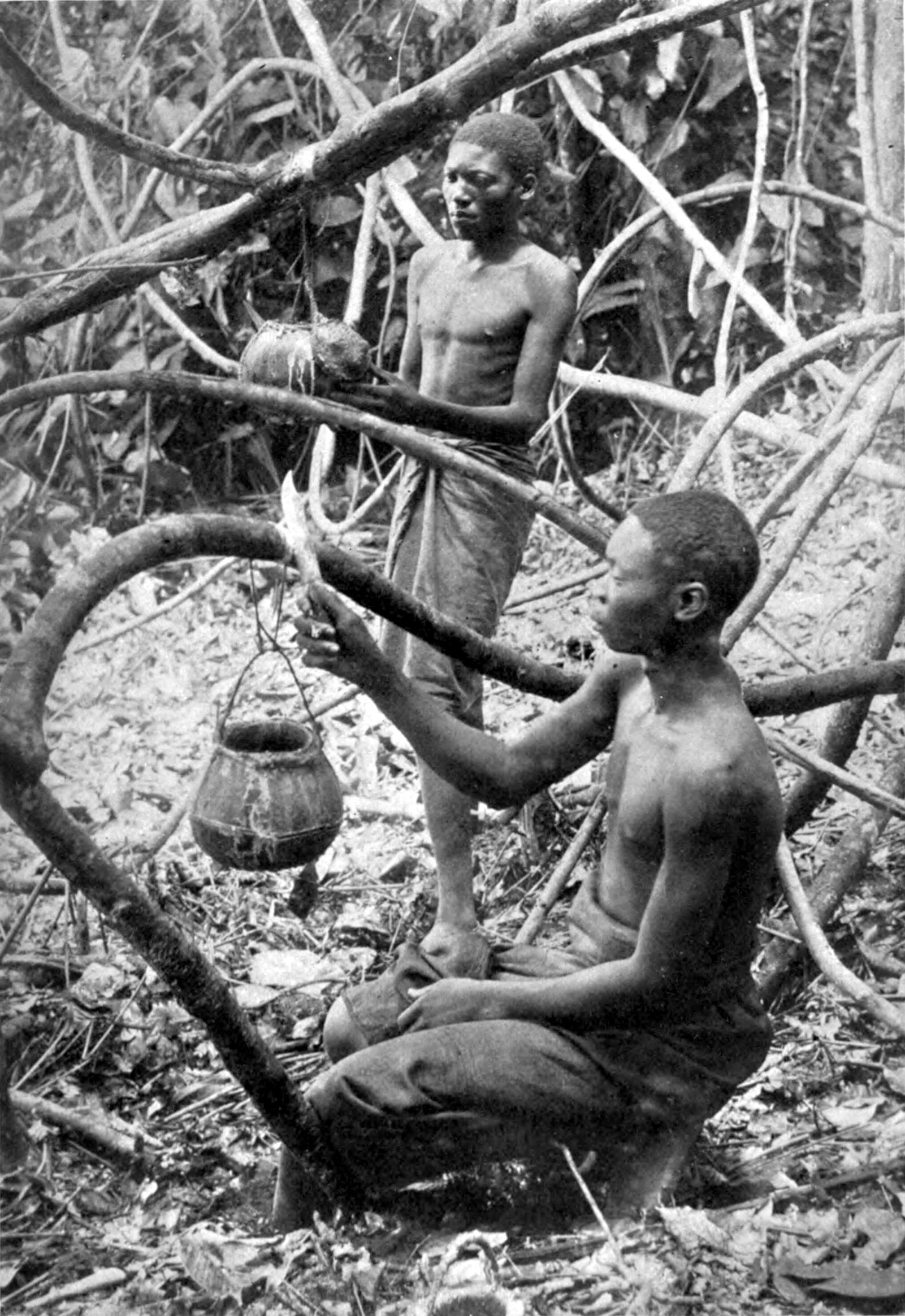
Onder dwang verricht aftappen van rubber van de rubberliaan

Berucht is de soort Landolphia owariensis, de witte rubberliaan, eta of Kongolese rubberplant genaamd. Deze rubber werd geëxporteerd uit Congo-Vrijstaat vanaf 1890. Deze exploitatie was gebaseerd op productie (als belasting) door de plaatselijke bevolking en werd afgedwongen met wrede straffen waaronder de doodstraf. Tussen 1885 en 1908 zouden miljoenen Congolezen het slachtoffer zijn geworden van moord, uitputting en ziekten (zie: Gruweldaden in Congo-Vrijstaat).

## Soorten
- Landolphia angustisepala Pichon
- Landolphia axillaris Pichon
- Landolphia breviloba J.G.M.Pers.
- Landolphia bruneelii (De Wild.) Pichon
- Landolphia buchananii (Hallier f.) Stapf
- Landolphia calabarica (Stapf) E.A.Bruce
- Landolphia camptoloba (K.Schum.) Pichon
- Landolphia congolensis (Stapf) Pichon
- Landolphia cuneifolia Pichon
- Landolphia dewevrei Stapf
- Landolphia dulcis (Sabine ex G.Don) Pichon
- Landolphia elliptica Lassia
- Landolphia eminiana K.Schum. ex Hallier f.
- Landolphia exilis Jum. & H.Perrier
- Landolphia ferrea J.G.M.Pers.
- Landolphia flavidiflora (K.Schum.) J.G.M.Pers.
- Landolphia foretiana (Pierre ex Jum.) Pichon
- Landolphia fragrans Pichon
- Landolphia glabra (Pierre ex Stapf) Pichon
- Landolphia glandulosa (Pellegr.) Pichon
- Landolphia gossweileri (Stapf) Pichon
- Landolphia gummifera (Poir.) K.Schum.
- Landolphia heudelotii A.DC.
- Landolphia hirsuta (Hua) Pichon
- Landolphia hispidula Pierre
- Landolphia incerta (K.Schum.) J.G.M.Pers.
- Landolphia jumellei (Pierre ex Jum.) Pichon
- Landolphia kirkii Dyer ex Hook.f.
- Landolphia lanceolata (K.Schum.) Pichon
- Landolphia landolphioides (Hallier f.) A.Chev.
- Landolphia lecomtei Dewèvre
- Landolphia leptantha (K.Schum.) J.G.M.Pers.
- Landolphia letestui (Pellegr.) Pichon
- Landolphia ligustrifolia (Stapf) Pichon
- Landolphia macrantha (K.Schum.) Pichon
- Landolphia mandrianambo Pierre
- Landolphia mannii Dyer ex Dewèvre
- Landolphia maxima (K.Schum. ex Hallier f.) Pichon
- Landolphia membranacea (Stapf) Pichon
- Landolphia micrantha (A.Chev.) Pichon
- Landolphia myrtifolia (Poir.) Markgr.
- Landolphia nitens Lassia
- Landolphia nitidula J.G.M.Pers.
- Landolphia noctiflora J.G.M.Pers.
- Landolphia obliquinervia Pichon
- Landolphia owariensis P.Beauv.
- Landolphia parvifolia K.Schum.
- Landolphia platyclada Hochr.
- Landolphia pyramidata (Pierre) J.G.M.Pers.
- Landolphia reticulata Hallier f.
- Landolphia robustior (K.Schum.) J.G.M.Pers.
- Landolphia rufescens (De Wild.) Pichon
- Landolphia sphaerocarpa Jum.
- Landolphia stenogyna Pichon
- Landolphia subrepanda (K.Schum.) Pichon
- Landolphia tenuis Jum.
- Landolphia thollonii Dewèvre
- Landolphia togolana (Hallier f.) Pichon
- Landolphia trichostigma Jum.
- Landolphia uniflora (Stapf) Pichon
- Landolphia villosa J.G.M.Pers.
- Landolphia violacea (K.Schum. ex Hallier f.) Pichon
- Landolphia watsoniana Rombouts

## Hybriden
- Landolphia × utilis (A.Chev.) Pichon

Aganonerion · 
Acokanthera · 
Adenium · 
Aganosma · 
Allamanda · 
Alstonia · 
Alyxia · 
Amalocalyx · 
Anodendron · 
Apocynum .
Asclepias · 
Baharuia · 
Baissea · 
Beaumontia ·
Caralluma · 
Carissa · 
Catharanthus · 
Cerbera · 
Ceropegia (lantaarnplanten) · 
Chonemorpha · 
Cleghornia · 
Cynanchum · 
Dewevrella ·
Dischidia ·
Ditassa  ·
Echites · 
Elytropus · 
Epigynum · 
Eucorymbia · 
Forsteronia · 
Hoodia · 
Hoya · 
Hylaea · 
Huernia · 
Ichnocarpus · 
Ixodonerium · 
Kopsia · 
Landolphia · 
Lhotzkyella · 
Macroditassa · 
Mandevilla · 
Manothrix · 
Margaretta · 
Marsdenia · 
Matelea · 
Melinia ·
Melodinus  · 
Merrillanthus · 
Metaplexis · 
Metastelma · 
Microdactylon · 
Microloma · 
Miraglossum · 
Mitostigma · 
Morrenia · 
Motandra · 
Nautonia · 
Neoschumannia · 
Nephradenia · 
Notechidnopsis · 
Odontadenia · 
Odontanthera · 
Oncinema · 
Oncostemma · 
Ophionella · 
Orbea · 
Orbeanthus · 
Orbeopsis · 
Orthanthera · 
Orthosia · 
Oxypetalum · 
Oxystelma · 
Pachycarpus · 
Pachycymbium · 
Pachypodium · 
Papuechites · 
Parameria · 
Parapodium · 
Parepigynum · 
Parsonsia · 
Pectinaria · 
Pentacyphus · 
Pentarrhinum · 
Pentasachme · 
Pentastelma · 
Pentatropis · 
Peplonia · 
Pergularia · 
Periglossum · 
Petopentia · 
Pherotrichis · 
Philibertia · 
Piaranthus · 
Pleurostelma · 
Plumeria · 
Pseudolithos · 
Quaqua · 
Quisumbingia · 
Raphistemma · 
Raphionacme · 
Rauvolfia · 
Rhyncharrhena · 
Rhyssolobium · 
Rhyssostelma · 
Rhytidocaulon · 
Riocreuxia · 
Rojasia · 
Sarcolobus ·
Sarcostemma · 
Schistogyne · 
Schistonema · 
Schubertia · 
Secamone · 
Secamonopsis · 
Seutera · 
Sindechites · 
Sisyranthus · 
Solenostemma · 
Sphaerocodon · 
Stapelia · 
Stapelianthus · 
Stapeliopsis · 
Stathmostelma · 
Stenomeria · 
Stenostelma · 
Stigmatorhynchus · 
Schizozygia · 
Tacazzea · 
Tectiphiala · 
Trachelospermum · 
Urceola · 
Vallariopsis · 
Vinca (maagdenpalm) · 
Vincetoxicum (engbloem)